# ابوعثمان اشناندانی
ابوعثمان اُشْنانْدانی (؟ -۹۰۱)(نسب: ابوعثمان سعید بن هاورن اُشناندانی بصری) لغوی و نحوی عرب در سدهٔ سوم قمری بود. از جمله آنهایی است که به جمع میان مذهب اهل بصره و اهل کوفه پرداخت.اثرش به نام «معانی الشعر» برجا مانده است.